# Спортивный знак СА
Спортивный знак СА (нем. SA-Sportabzeichen позже переименован в SA-Wehrabzeichen) — награда Третьего Рейха за спортивные достижения, учреждённая 28 ноября 1933 года главой СА Эрнстом Рёмом, как специализированный для СА вариант общегражданского спортивного знака Германского рейха.

## История
В СА знак существовал с 1933 года, однако 18 февраля 1935 Адольф Гитлер позволил награждать знаком людей, которые не были членами СА.
По состоянию на февраль 1937 году был награждён 1 052 661 человек, а к концу 1943 года их число достигло более 2,5 миллионов.

## Описание
Знак представлял собой круглый бронзовый венок из дубовых листьев без желудей, посередине которого располагалась свастика. Поверх свастики располагался меч, направленный остриём вверх. Существовали 3 степени награды: бронзовая, серебряная и золотая.
Также существовали особые виды знака: с якорем, который вручался в 1934—1935 годах за достижения в водном спорте, и символом Вольфсангель для инвалидов войны, который вручался в 1943—1945 годах. Награждение этими знаками происходило по отдельным правилам.

## Условия награждения
Кандидатами могли быть мужчины в возрасте от 18 до 35 лет, которые считались «достойными идеалов национал-социализма». Кандидат должен был пройти обучение в так называемых «тактических рабочих частях» под руководством СА.
Для получения награды необходимо было пройти испытания под контролем местного руководителя СА, к которому допускались после медицинского осмотра и получения государственного сертификата о завершении обучения. Испытания продолжались 12 месяцев и включали в себя 3 группы упражнений: физические, военные и тактические.

### Первая группа: физические упражнения
1. Бег на 100 метров.
2. Прыжок с места.
3. Метание ядра (7,25 кг) в круг диаметром 2,13 метров.
4. Метание снаряда (500 граммов) на расстояние.
5. Бег на 3000 метров.

### Вторая группа: военные упражнения
1. Марш-бросок на 25 километров
2. Стрельба из малокалиберного оружия на 50 метров в положении лёжа.
3. Стрельба из малокалиберного оружия на 50 метров в положении стоя.
4. Метания снаряда (500 граммов) на 10 метров (лёжа), 20 метров (на коленях) и 30 метров (стоя) в круг диаметром 4 метра. Форма снаряда аналогична форме гранаты М24.

### Третья группа: тактические упражнения
1. Вид местности: распознавание целей («главных дисков») на разных расстояниях.
2. Ориентация на местности, в том числе с использованием карты и компаса.
3. «Оценка действий патруля».
4. Отчётность: вербальное общение (15 слов, 1 час, 2 места и число) на расстоянии 600 метров с пятиминутным перерывом.
5. Маскировки.
6. Оценка расстояния: до 100 м, 100—400 м, 400—800 м и 200 м с отклонением 30 %.
7. Передвижение по местности в указанном направлении.

Также во время третьей группы оценивались физические и личные качества кандидата.
В то время как упражнения первой группы были собственно спортивными, упражнения второй и третьей групп представляли собой начальную военную подготовку. К третьей группе допускались только после успешного завершения двух предыдущих групп.
Спортивный знак в бронзе был собственно спортивной наградой, тогда как для получения серебряного или золотого значка необходимо было повторно пройти испытания или ежегодный экзамен в течение 5 (серебряный знак) и 6 (золотой знак) лет. Серебряным знаком награждали кандидатов в возрасте от 35 до 40 лет, а золотым — более 40 лет.

## Руна «За достижения»
В 1943 года в частях ваффен СС была учреждена аналогичная по статусу награда, «руны достижений» (нем. Leistungsrune), критерии для получения которой были теми же, что и для спортивного знака СА (однако существовали только версии в бронзе и серебре).

## Современный статус награды
В ФРГ знак считается одним из символов антиконституционной пропаганды. Его изготовление, публичная продажа и распространение запрещены. Ношение награды запрещено по закону Германии о порядке награждения орденами и о порядке ношения от 26 июля 1957 года (нем. Gesetz über Titel, Orden und Ehrenzeichen).